# Sebastian Coe
Sebastian Newbold Coe, Baron Coe, KBE (n. 29 septembrie 1956, Londra, Anglia, Regatul Unit), adesea cunoscut ca Seb Coe, respectiv formal Lord Coe,  este un fost atlet, politician și oficial al comitetului olimpic englez.

## Biografie
În calitate de alergător pe distanță medie, Sebastian Coe a câștigat patru medalii olimpice. La Moscova (1980) și la Los Angeles (1984) a câștigat cursele de 1500 m, și la 800 m a obținut medaliile de argint. A cucerit și titlul european la Campionatul European de Atletism în sală din 1977 la 800 m. La Campionatul European de Atletism din 1986 de la Stuttgart a obținut medalia de aur la 800 m și argintul la 1500. În anul 1979 a stabilit trei recorduri mondiale, la 800 m, la 1500 m și la milă, devenind primul atlet care a deținut cele trei recorduri în același timp. În total a stabilit 12 recorduri mondiale în cariera sa.
Din 1992 până în 1997 Sebastian Coe a fost membru al Camerei Comunelor a Parlamentului Regatului Unit din partea Partidului Conservator. Din anul 2000 este membru al Camerei Lorzilor a Parlamentului Regatului Unit.
El a condus candidatura Londrei pentru Jocurile Olimpice din 2012 și a fost președinte al comitetului de organizare. După aceea a devenit președintele Comitetului Olimpic Britanic.
În anul 2012, Coe a fost unul din cei 24 de atleți care au fost nominalizați pentru Galeria atleților (Hall Of Fame) a Asociației Internaționale a Federațiilor de Atletism (IAAF).
Sebastian Coe a îndeplinit funcția de vicepreședinte al IAAF din 2007. Din 2015 este președintele Asociatiei, care este acum numită World Athletics.

## Realizări
| An   | Competiție                      | Locație                    | Loc | Eveniment | Note    |
| ---- | ------------------------------- | -------------------------- | --- | --------- | ------- |
| 1975 | Campionatul European de Juniori | Atena, Grecia              | 3   | 1500 m    | 3:45,2  |
| 1977 | Campionatul European în sală    | San Sebastián, Spania      | 1   | 800 m     | 1:46,54 |
| 1978 | Campionatul European            | Praga, Cehoslovacia        | 3   | 800 m     | 1:44,76 |
| 1979 | Cupa Europei                    | Torino, Italia             | 1   | 800 m     | 1:47,28 |
| 1980 | Jocurile Olimpice               | Moscova, Uniunea Sovietică | 2   | 800 m     | 1:45,85 |
| 1980 | Jocurile Olimpice               | Moscova, Uniunea Sovietică | 1   | 1500 m    | 3:38,40 |
| 1981 | Cupa Europei                    | Zagreb, Iugoslavia         | 1   | 800 m     | 1:47,03 |
| 1981 | Cupa Mondială                   | Roma, Italia               | 1   | 800 m     | 1:46,16 |
| 1982 | Campionatul European            | Atena, Grecia              | 2   | 800 m     | 1:46,68 |
| 1984 | Jocurile Olimpice               | Los Angeles, Statele Unite | 2   | 800 m     | 1:43,64 |
| 1984 | Jocurile Olimpice               | Los Angeles, Statele Unite | 1   | 1500 m    | 3:32,53 |
| 1986 | Campionatul European            | Stuttgart, Germania        | 1   | 800 m     | 1:44,50 |
| 1986 | Campionatul European            | Stuttgart, Germania        | 2   | 1500 m    | 3:41,67 |
| 1989 | Cupa Mondială                   | Barcelona, Spania          | 2   | 1500 m    | 3:35,79 |

## Recorduri personale
| Probă         | Performanță | Dată              | Locație   |
| ------------- | ----------- | ----------------- | --------- |
| 800 m         | 1:41,73 RN  | 10 iunie 1981     | Florența  |
| 1000 m        | 2:12,18 RE  | 11 iulie 1981     | Oslo      |
| 1500 m        | 3:29,77     | 7 septembrie 1986 | Rieti     |
| Milă          | 3:47,33     | 28 august 1981    | Bruxelles |
| 800 m în sală | 1:44,91     | 12 martie 1983    | Cosford   |
| 1500 m        | 3:42,60     | 12 februarie 1983 | Cosford   |

## Moduri de adresare oficială
- Mr Sebastian Coe MBE (1982 – 1990)
- Mr Sebastian Coe OBE (1990 – 1992)
- Mr Sebastian Coe OBE MP (1992 – 1997)
- Mr Sebastian Coe OBE (1997 – 2000)
- The Lord Coe OBE (2000 – 2006)
- The Lord Coe KBE (2006 – prezent)